# Hotel Dobrudscha

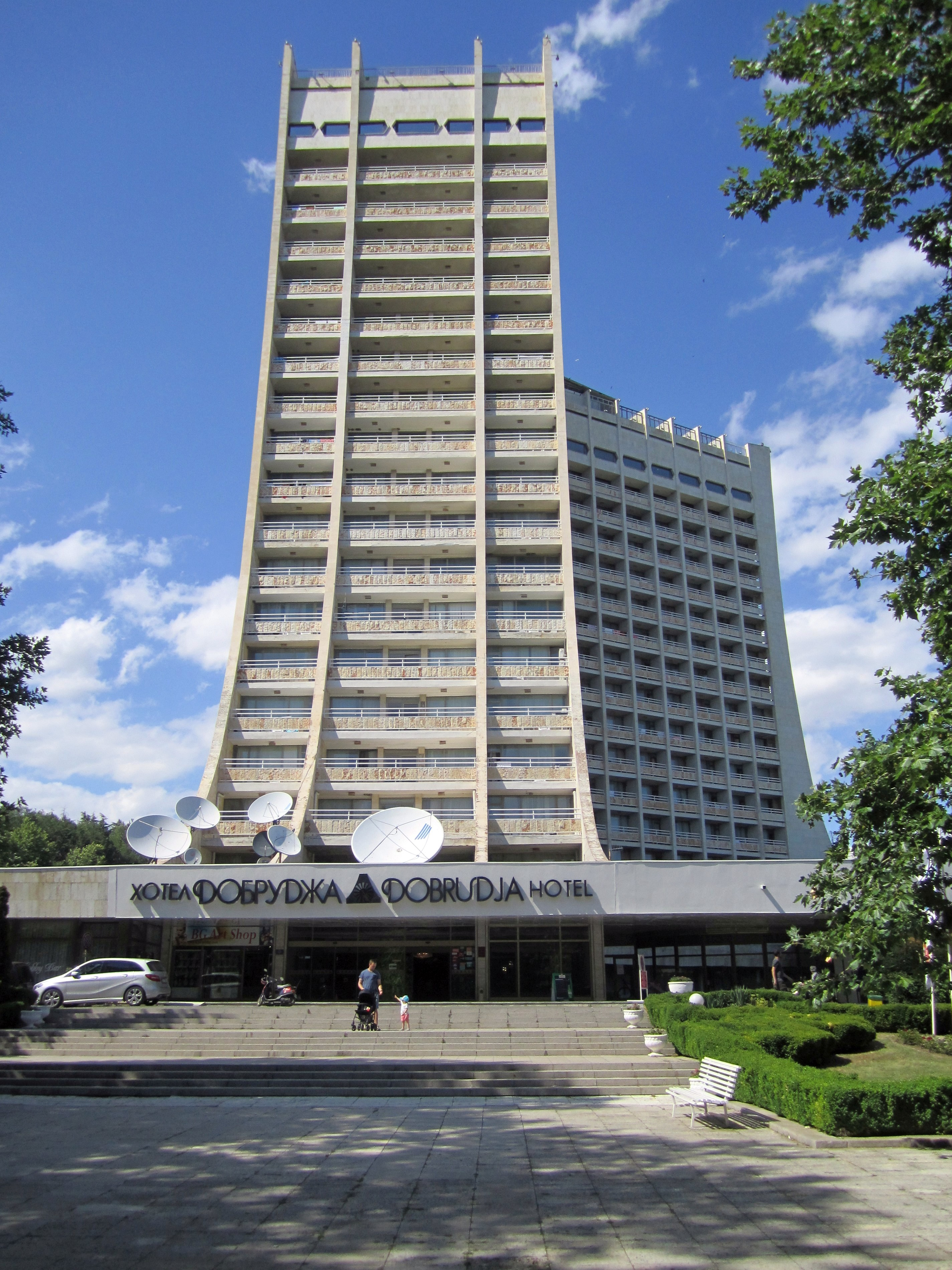
Hotel Dobrudscha

Das Hotel Dobrudscha (bulgarisch Хотел „Добруджа“) ist ein in Albena (Bulgarien) befindliches Hochhaus, in dem ein 4-Sterne-Hotel untergebracht ist.
Baubeginn für das Hotel war der 21. Januar 1983, die ersten Gäste empfing das Dobrudscha am 25. Juli 1983. Architekt des Gebäudekomplex war Nikolay Nenov.
Das Hochhaus ist mit 91 Metern Höhe und 19 Stockwerken das höchste in Albena. Mit der Fertigstellung des Sky Forts 2022 ist es das elftgrößte Hochhaus Bulgariens.
In der obersten Etage befindet sich ein Restaurant, von dem man das Schwarze Meer sowie die Hotels in Albena beobachten kann. Das Hotel wurde 1981 fertiggestellt. Es umfasst 70 Einzelzimmer, 170 Doppelzimmer und 46 Appartements. Weiter befindet sich ein Kongresscenter im Gebäude. Das Hotel befindet sich 350 Meter vom Strand entfernt. Aktuell ist das Hotel geschlossen, es soll in den nächsten drei Jahren umfassend saniert werden.